# Bytča
Bytča (in ungherese Nagybiccse) è una città della Slovacchia, capoluogo del distretto omonimo, nella regione di Žilina.
Diede i natali a Jozef Tiso, presidente della Prima repubblica slovacca.

## Amministrazione

### Gemellaggi
- Karolinka
- Opoczno